# Biwer

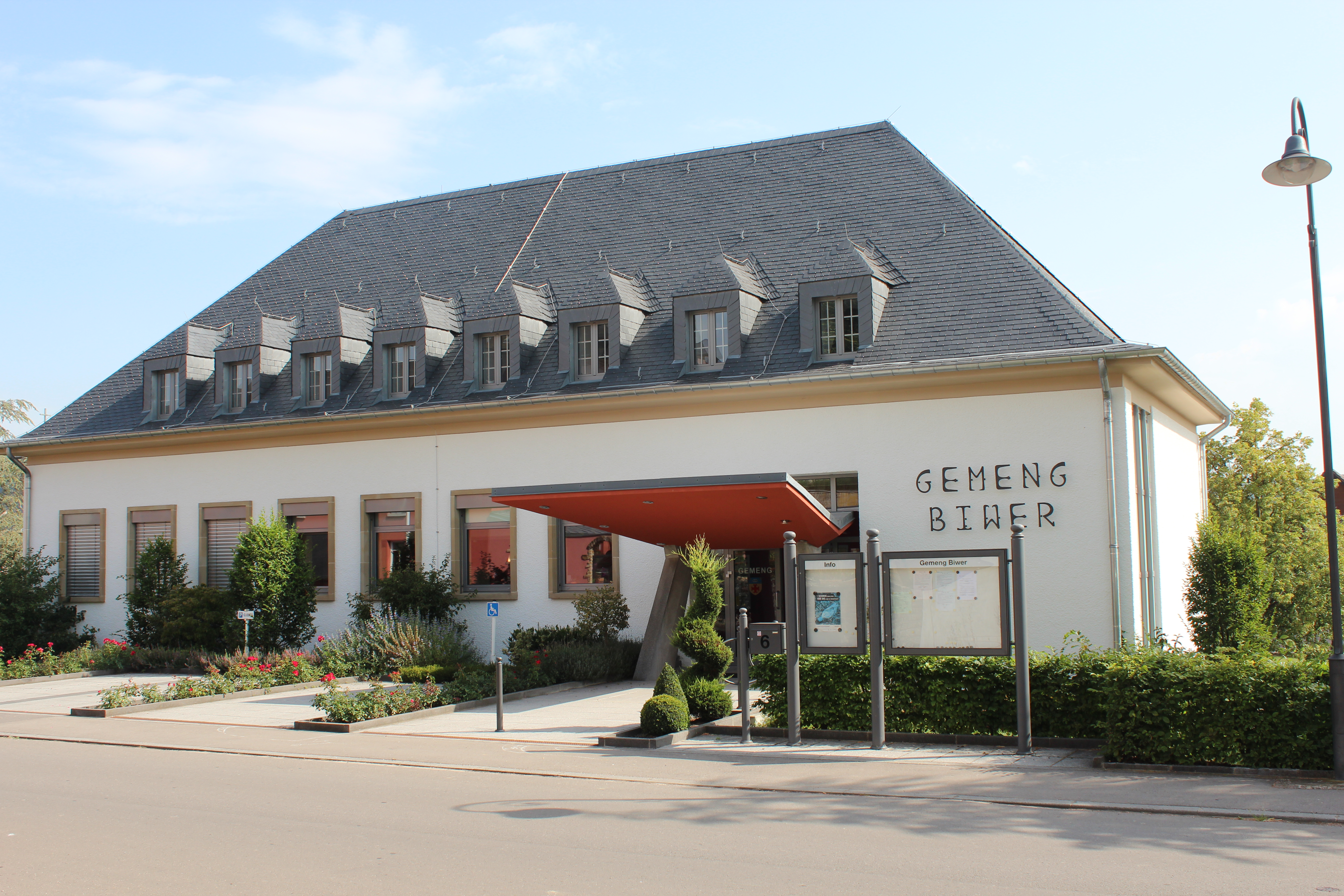
Gemeindehaus von Biwer

Biwer (luxemburgisch Biwerⓘ) ist eine Gemeinde im Großherzogtum Luxemburg und gehört zum Kanton Grevenmacher.

## Zusammensetzung der Gemeinde
Die Gemeinde Biwer besteht aus den Ortschaften:
- Biwer
- Biwerbach
- Boudler
- Boudlerbach
- Breinert
- Brouch
- Hagelsdorf
- Wecker
- Weydig

## Telekommunikation
Die Gemeinde Biwer ist über verschiedene Zugangstechniken an das Telefon- und Datennetzwerk der POST Luxembourg angeschlossen, die Teilnehmer können aber auch Verträge mit anderen Anbietern abschließen. Die Zugangstechniken können Glasfaser, ADSL oder VDSL sein. Die höchst-verfügbare Datenrate für den Internetzugang ist 1 Gbit/s. Telefonie wird in Biwer analog, über ISDN oder über VoIP angeboten.

## Fernsehen
Das Fernsehen ist in Biwer über DVB-C (als Angebot von Eltrona) oder IPTV möglich, sofern es die Datenrate des Internetanschlusses zulässt. IPTV wird in Biwer von folgenden Anbietern bereitgestellt:
- POST Luxembourg
- Tango (Unternehmen)
- Orange (Mobilfunk)
- Numericable